# 遊戲新幹線
遊戲新幹線是智冠科技旗下的線上遊戲營運公司之一，成立於2002年7月2日，以代理韓國線上遊戲《仙境傳說》崛起。

## 歷史
- 2002年6月取得韓國線上遊戲《仙境傳說》的台灣、香港代理權。
- 2002年7月遊戲新幹線股份有限公司成立。
- 2002年8月《仙境傳說》公測。
- 2003年9月《仙境傳說》在台同時上線人數突破20萬人，創下當時國內線上遊戲的歷史新高。
- 2004年1月宣布與宇峻科技、奧汀科技及漢堂國際三家研發公司結盟。
- 2004年9月取得《劍俠情緣Online》在台灣、香港代理權。
- 2004年10月取得《RF Online》台灣代理權。
- 2005年1月取得《信長之野望Online》台灣、香港及澳門代理權。
- 2006年6月免費休閒遊戲《搞鬼Online》，正式加入免費線上遊戲市場。取得《天使之戀Online》代理權。
- 2006年7月《劍俠情緣Online》改成免費制。
- 2006年10月和14家遊戲業者聯合舉行「倡導遊戲交易安全」說明會，呼籲玩家留意現金交易的風險。
- 2006年12月取得《完美世界》代理權。
- 2007年4月取得《十二之天Online》代理權。
- 2007年5月取得《網球拍拍Online》代理權。
- 2007年7月取得《武林外傳》台灣、香港和澳門代理權。
- 2007年8月《終極Online》公測。
- 2007年10月取得《魔卡Online》（正式上市時名稱為《魔卡英雄》）代理權。
- 2007年11月取得《仙劍Online》代理權。
- 2008年1月自製網頁遊戲《Web三國》於日本市場上市。
- 2008年2月取得《天龍八部Online》台灣代理權。
- 2008年6月取得《風火之旅Online》台灣、香港和澳門的代理權。取得《誅仙Online》代理權。
- 2008年8月《籃球火Online》公測。
- 2008年10月《十二之天貳Online》公測。
- 2008年11月取得《夢幻龍族傳說Online》台灣、香港和澳門代理權。
- 2008年12月取得網頁遊戲《縱橫天下》台灣代理權。
- 2009年2月取得《三國志Online》台灣、香港和澳門代理權。
- 2009年4月《仙劍Online》公測。網頁遊戲《Web棒球》公測。取得《魔物獵人Frontier Online》台灣、香港和澳門代理權。
- 2009年5月《夢幻龍族傳說Online》公測。
- 2009年6月取得《守護者Online》台灣、香港和澳門代理權。取得《神鬼奇兵Online》台灣、香港和澳門代理權。
- 2009年7月《寵物島》封測。
- 2009年8月《風色幻想Online》台灣、香港和澳門同時公測。
- 2009年9月《神鬼奇兵Online》台灣、香港和澳門正式公測。
- 2009年10月《魔物獵人Frontier Online》封測。自製網頁遊戲《Web棒球》、《Web三國》進駐社群平台Facebook。
- 2009年11月《誅仙2 Online》台灣、香港和澳門正式公測。
- 2009年12月取得《彈彈堂》代理權。
- 2010年1月《魔物獵人Frontier Online》公測。
- 2010年3月遊戲新幹線簽得《完美世界前傳Online》台港澳兩年合約 3月19日再現完美世界
- 2010年4月取得《尬舞Online》台灣代理權。
- 2010年5月取得《天之痕Online》台灣、香港和澳門的代理權。《嗜血 DNA Online》公測。跨足SNS遊戲領域代理《魔法魚》、《開心武館》。
- 2010年7月《劍俠世界Online》公測。取得《風色英雄傳Online》台灣、香港和澳門的代理權。推出Facebook專屬休閒遊戲平台「迷你 Game 吧」。
- 2010年8月《尬舞Online》公測。自製首款博弈類型網頁遊戲《星光大牌咖》公測。
- 2010年9月取得《魔界 2 Online》台灣、香港和澳門的代理權。《風色英雄傳 Online》公測。
- 2010年10月取得《新武士傳奇 Online》台灣代理權。取得《萌物語 Online》台灣、香港和澳門的代理權。《天之痕Online》公測。《Web 炎龍騎士團》公測。
- 2010年11月取得《明珠群英傳》台灣、香港和澳門的代理權。取得《東邪西毒 Online》台灣、香港和澳門的代理權。
- 2010年12月《明珠群英傳》公測。
- 2011年1月《東邪西毒 Online》公測。
- 2011年3月《飄邈之旅 Online》公測。
- 2011年4月《新武士傳奇 Online》公測。取得《獵殺戰場》台灣、香港和澳門的代理權。
- 2011年5月《古域 Online》公測。
- 2011年6月取得《坦克大戰》台灣、香港和澳門的代理權。取得《奇幻森林》台灣、香港和澳門的代理權。
- 2011年7月《魔界 2 Online》公測。取得《海 K 王 Online》台灣、香港和澳門的代理權。
- 2011年8月Yahoo奇摩與遊戲新幹線合作Yahoo奇摩社群遊戲正式上線。《坦克大戰》公測。取得《時尚城市》代理權。
- 2011年10月自製2款iPhone版遊戲《Poo Poo 王子大冒險（Poo Poo Adventure）》、《小胖孩（Fatty Boy）》AppStore上架。取得《帝國爭霸》台灣、香港和澳門的代理權。
- 2011年11月《獵殺戰場 Online》公測。《帝國爭霸》公測。取得《星辰變 Online》台灣代理權。取得《極道 Online》台灣、香港和澳門的代理權。
- 2011年12月取得《夢回戰紀》台灣、香港和澳門的代理權。取得《迷失》台灣、香港和澳門的代理權。

2012年
- 2012年1月《極道 Online》公測。《五虎上將》公測。取得《軒轅劍外傳 Online》台灣、香港和澳門的代理權。取得《古龍爭霸 Online》台灣代理權。取得《三國殺》台灣、香港和澳門的代理權。
- 2012年2月《星辰變 Online》公測。《三國殺》公測。《夢回戰紀》公測。取得《諸子百家》台灣、香港和澳門的代理權。
- 2012年3月《軒轅劍外傳 Online》公測。
- 2012年5月取得《萌萌彩虹島 Online（LaTale）》台灣代理權。
- 2012年6月《忍影世界》開始封測。
- 2012年7月《萌萌彩虹島 Online（LaTale）》CCB(7/27~8/1),確定8/16進行不刪檔封測。《忍影世界》開放公測。
- 2013年3月《傭兵天下Online》公測。
- 2013年8月正式取得《龍之谷》台港澳代理權，並確定於11/12展開營運。
- 2013年11月《傭兵天下Online》結束營運。
- 2014年5月28日宣布將於6月30日結束《忍影世界》營運。

2019年
- 2019年8月27日宣布旗下線上遊戲《龍之谷》終止台港澳代理權，並於 2019 年 11 月 12 日結束營運，並將玩家資料轉移至原廠，由原廠轉移給下任遊戲廠商(後確定為遊戲橘子重新取得代理權)。
- 2019年11月12日宣布旗下線上遊戲《龍之谷》營運6年正式結束營運，後轉移至遊戲橘子。

## 外部連結
- 官方网站